# Атняшязы
Атняшязы (устар. Атняшь-Язы) — река в России, протекает по Башкортостану и Челябинской области. Устье реки находится в 19 км по левому берегу реки Усть-Канда. Длина реки составляет 11 км.

## Данные водного реестра
По данным государственного водного реестра России относится к Камскому бассейновому округу, водохозяйственный участок реки — Уфа от Нязепетровского гидроузла до Павловского гидроузла, без реки Ай, речной подбассейн реки — Белая. Речной бассейн реки — Кама.
Код объекта в государственном водном реестре — 10010201112111100023446.